# Магнитосома
Магнитосо́ма (англ. Magnetosome) — органелла бактериальной клетки, представляющая собой окружённый мембраной цельный кристалл химически чистого магнетита (Fe3O4) или грейгита (Fe3S4). Бактерии, обладающие магнитосомами, способны к магнитотаксису — движению, связанному с реакцией клетки на магнитное поле (их называют магнитотактическими бактериями). 

## Строение
Кристалл магнетита (или грейгита) имеет кубооктаэдрическую, пулевидную или гексагонально-призматическую форму и достигает от 25 до 130 нм в длину. Иногда они содержат другие железосодержащие минералы: макинавит (тетрагональный FeS) и кубический FeS, однако иногда их рассматривают как предшественники Fe3S4. Мембрана магнитосомы представляет собой фосфолипидный бислой, и некоторые её белки больше нигде не встречаются. Как правило, магнитосомы образуют продольную цепочку, реже они собраны в 2 или 3 параллельные или пересекающиеся цепочки. Некоторые бактерии имеют единичные магнитосомы. Бактерии, имеющие магнитосомы, обитают в морских, речных и озёрных донных илах, на песчаных пляжах, рисовых полях и в затапливаемых почвах. По типу метаболизма они — хемоорганотрофные микроаэрофилы или анаэробы.

## Биогенез
Считается, что магнитосомы происходят от везикул, которые отпочковываются от клеточной мембраны внутрь клетки. В отпочковывании предшественников магнитосом задействован белок Mps, который может играть роль ацилазы, запускающей процесс впячивания. Далее внутрь везикул из цитоплазмы поступает железо. Ключевую роль в закачивании железа в везикулы играет белок MagA, который переносит ионы Fe2+ в везикулы, выкачивая из них протоны. Существуют сведения, что магнитосомы — не самостоятельные везикулы, а только впячивания клеточной мембраны.

## Функции
Вероятно, первоначально магнитосомы служили для запасания железа. В магнитосомах изолируются токсичные ионы двухвалентного железа, а магнитная ориентация стала вторичной функцией. Поэтому магнитосомы есть не только у бактерий, в среде обитания которых много железа, но и у некоторых свободноплавающих морских бактерий. Магнитосомы помогают бактериям ориентироваться относительно линий магнитного поля Земли, выбирая оптимальное местоположение.

## Применение
Магнитосомы бактерий могут найти широкое применение в биотехнологии и нанотехнологиях. В отличие от искусственно созданных наночастиц магнетита, кристаллы магнетита из магнетосом стабильны, химически чистые, имеют примерно одинаковые размеры и форму, их магнитные свойства постоянны при умеренных температурах. Магнитосомы могут применяться в биоремедиации, разделении клеток, детекции ДНК, антигенов и других соединений, доставке лекарств и определённых генов в клетки, иммобилизации ферментов, усиления контраста изображений, полученных с помощью магнитного резонанса, а также создания гипертермии, которую используют для разрушения раковых клеток. Если покрыть магнитосомы биосовместимыми полимерами (например, пептидами), то область их применения будет существенно шире.